# Medalles del Cercle d'Escriptors Cinematogràfics de 1968
La cerimònia de lliurament de les medalles del Cercle d'Escriptors Cinematogràfics de 1968 va tenir lloc el 30 de maig de 1969 al Cinema Amaya de Madrid. Va ser el vint-i-quatrè lliurament de aquestes medalles, atorgades per primera vegada vint-i-tres anys abans pel Cercle d'Escriptors Cinematogràfics (CEC). Els premis tenien per finalitat distingir als professionals del cinema espanyol i estranger pel seu treball durant l'any 1968. Després del repartiment de guardons es va intentar projectar el film Funny Girl, però va ser impossible per raons tècniques. En el seu lloc, quinze dies més tard es va projectar La vergonya, d'Ingmar Bergman.
Es van concedir els mateixos catorze guardons de la edició anterior, inclòs un premi especial al NO-DO. La triomfadora va ser Las Vegas, 500 millones, que va guanyar les medalles a millor pel·lícula i millor director.

## Llista de medalles
| Categoria                    | Premiat                                               | Labor premiada           |
| ---------------------------- | ----------------------------------------------------- | ------------------------ |
| Millor pel·lícula            | Las Vegas, 500 millones                               | Pel·lícula               |
| Millor director              | Antonio Isasi-Isasmendi                               | Las Vegas, 500 millones  |
| Millor actriu                | Marta May                                             | La piel quemada          |
| Millor actor                 | Juan Luis Galiardo                                    | Labor de conjunt         |
| Millor fotografia            | Luis Cuadrado                                         | Stress-es tres-tres      |
| Millor música                | Antón García Abril                                    | Labor de conjunt         |
| Millors decorats             | Enrique Alarcón                                       | Cervantes Tuset Street   |
| Millor guió                  | José María Forn                                       | La piel quemada          |
| Premi José de la Cueva       | José Luis Garci                                       |                          |
| Millor pel·lícula estrangera | 2001: Una odisea del espacio                          | Pel·lícula               |
| Premi Antonio Barbero        | Charo López                                           | El hueso                 |
| Millor llibre                | Pedro Miguel Lamet José María Ródenas Domingo Gallego | Lecciones de cine        |
| Labor periodística           | Pío García Viñolas                                    |                          |
| Premi especial               | NO-DO                                                 | En el seu 26è aniversari |

- Fotogramas de Plata 1968
- 13a edició dels Premis Sant Jordi de Cinematografia